# فرودگاه پن یان
 فرودگاه پن یان (به انگلیسی: Penn Yan Airport) (به زبان بومی: Penn Yan - Yates County Airport) یک فرودگاه همگانی بهره‌برداری هوایی است که یک باند فرود آسفالت دارد و طول باند آن ۱۶۷۶ متر است. این فرودگاه در کشور ایالات متحده آمریکا قرار دارد و در ارتفاع ۳۰۲ متری از سطح دریا واقع شده است.